# زیرو موستل
زیرو موستل (انگلیسی: Zero Mostel؛ ۲۸ فوریهٔ ۱۹۱۵ – ۸ سپتامبر ۱۹۷۷) هنرپیشه و کمدین اهل ایالات متحده آمریکا بود. وی بین سال‌های ۱۹۴۱ تا ۱۹۷۷ میلادی فعالیت می‌کرد.

## بخشی از فیلمشناسی
از فیلم‌ها یا برنامه‌های تلویزیونی که وی در آن نقش داشته‌است می‌توان به آثار زیر اشاره کرد.
- سیروکو (۱۹۵۱)
- تهیه‌کنندگان (۱۹۶۸)
- الماس داغ (۱۹۷۲)
- کرگدن (۱۹۷۴)
- بهترین پسر (۱۹۷۹) (مستند)